# ヴィクトル・ママトフ
ヴィクトル・ママトフ（ロシア語: Виктор Фёдорович Маматов、Viktor Fyodorovich Mamatov、1937年7月21日 - 2023年10月27日）は、ソビエト連邦出身のバイアスロン選手である。1968年のグルノーブルオリンピックで、ソビエト連邦のリレーチームの一員として金メダルを獲得した。この大会では、旗手も務めた。
ママトフは、1972年の札幌オリンピックでもリレーで金メダルを獲得した。
また、1967年に個人の20㎞で、また1969年、1970年、1971年にソビエト連邦のリレーチームで3度、バイアスロン世界選手権で優勝した。
2023年10月27日に死去。87歳没。